# James Levine
James Levine, född 23 juni 1943 i Cincinnati, Ohio, död 9 mars 2021 i Palm Springs, Kalifornien, var en amerikansk dirigent och pianist.
Redan som tioåring uppträdde Levine som solist i Felix Mendelssohns pianokonsert No 2. Han studerade 1961–1964 vid Juilliard School of Music i New York och dirigering för Jean Morel. Första åren efter examen arbetade han som assistent åt den amerikanske dirigenten George Szell vid Cleveland Orchestra. Därefter arbetade han vid Philadelphia Orchestra, Welsh National Opera och San Francisco Opera. Han debuterade vid Metropolitan Opera House i juni 1971 i Tosca, blev 1973 utnämnd som förste dirigent, musikchef 1975 och konstnärlig ledare 1986. Levins arbete har betytt mycket för att stärka och befästa Metropolitan Opera Houses roll som en av de ledande operascenerna i världen. Från och med 2004 till sin död delade Levine tiden mellan Metropolitan och att vara chef för Boston Symphony Orchestra (efter Seiji Ozawa).
Vid Metropolitan satte han upp bland annat verk av Alban Berg, Debussy, Gershwin, Mozart, Rossini, Schönberg, Strauss, Stravinskij, Verdi, Wagner, Kurt Weill och även nyare verk som till exempel John Coriglianos The Ghosts of Versailles.
Levine var också vanlig gästdirigent hos de andra ledande orkestrarna, som till exempel Berlinerfilharmonikerna, Wienerfilharmonikerna, München Philharmoniker, Philharmonia Orchestra i London och Sächsische Staatskapelle Dresden, samt vid flera festivaler, bl.a. Bayreuthfestspelen där han dirigerade 15 säsonger.
James Levine gjorde sig också känd för att spela kammarmusik och som uppskattad ackompanjatör för Lieder-sångare.
Levine hade även en roll i den animerade disneyfilmen Fantasia 2000.
Metropolitan-operan i New York stängde av James Levine år 2018 efter anklagelser om sexuella övergrepp mot flera unga män som härrörde från tidigare år, bland annat gällande en 15-årig pojke.